# 山吉政久
山吉 政久（やまよし まさひさ）は、戦国時代の武将。越後国三条城主。蒲原郡郡司。

## 略歴
明応5年（1496年）、山吉能盛の子として誕生。
父・能盛は長尾為景に与して越後の国政に重きを成したが、政久が当主になった頃は上条定憲ら反為景派勢力が力を付け、上杉定実の擁立を名目にした抗争の末に為景は隠居に追い込まれた。その後、実子のいない定実は伊達氏から養子の迎立を計画し、政久はこれに賛成したが頓挫し、後に越後上杉家は断絶した。
長尾景虎（上杉謙信）が事実上の国主となるとこれに従い重臣として活躍した。『山吉家家譜』によれば天文21年（1552年）に隠居。嫡男・豊守に家督を譲ったとされる。